# جميل توران
جميل توران (بالتركية: Cemil Turan)‏ مواليد 1947 في أسكدار في إسطنبول في تركيا، هو لاعب كرة قدم تركي سابق كان يلعب كمهاجم.

## المسيرة الاحترافية

### أندية لعب لها
- إسطنبول سبور
- نادي فنربخشة

## روابط خارجية
- جميل توران على موقع الاتحاد الأوربي (الإنجليزية)
- جميل توران على موقع اتحاد تركيا (لاعب) (الإنجليزية)
- جميل توران على موقع ناشيونال فوتبول تيمز (الإنجليزية)
- جميل توران على موقع عالم كرة القدم.نت (الإنجليزية)